# Giovanni Tria
Giovanni Tria (Roma, 28 de septiembre de 1948) es un economista, profesor y político italiano.
Desde el 1 de junio de 2018 hasta el 5 de septiembre de 2019 fue Ministro de Economía y Finanzas del Primer Gobierno Conte.

## Biografía
Licenciado en Derecho, fue profesor de Economía, Macroeconomía e Historia del Pensamiento Económico en las Universidades de Perugia y La Sapienza de Roma.
Actualmente ejerce como profesor de Economía Política en la Universidad de Roma Tor Vergata. En 2017 fue elegido decano de la Facultad de Economía.
Ha sido llamado a lo largo de los años como experto en varios ministerios (Economía y Finanzas, Asuntos Exteriores, Administración Pública, Trabajo). De 2002 a 2006 y de 2009 a 2012 ha sido miembro del Consejo de Administración de la Organización Internacional del Trabajo.
Es parte del Comité Económico de la Fundación Bettino Craxi.
El 31 de mayo de 2018 fue nombrado Ministro de Economía y Finanzas en el primer gobierno de la XVIII legislatura de Italia, dirigido por el independiente Giuseppe Conte, tomando posesión del cargo al día siguiente.